# この花咲くや
『この花咲くや』（このはなさくや）は、鹿児島発地域ドラマとしてNHK BSプレミアムで2022年3月16日に放送されたテレビドラマ。NHK鹿児島放送局でのドラマ制作は初。主演は小芝風花。

## 概要
噴火も多く、灰は鹿児島の農産物に数多の被害を与え、降灰すれば洗濯物もろくに干せず、車には大量の灰がうず高く積り、いつ噴火が起きてもおかしくない鹿児島県の象徴である桜島。しかしそれでも鹿児島県の人々は桜島を愛さずにはいられない。
本作では鹿児島の不動産会社に勤務する坂元知花と、何故か桜島が見えない家を希望する津村幸次郎という寄り添うことに素直になれない2世代の男女が天災と隣り合わせの鹿児島という街で「幸せ」を探す姿が描かれる。撮影は2021年11月より鹿児島県各地で行われた。
2022年3月16日のNHK BSプレミアムで放送された。同年4月29日にNHK鹿児島で県内向け、同年7月30日にはNHK総合にて全国放送。
また、BSでの放送後に同年4月23・24日には、ドラマの鹿児島市で災害対策にあたる職員・森薗洋平役で出演した犬飼貴丈と、演出の小島東洋によるアフタートークショーと、テーマ音楽を担当したSOIL&"PIMP"SESSIONSによるスペシャルライブがNHK鹿児島放送局にて開催された。
同年10月25日、優れたテレビドラマの表彰、海外発信を促す国際ドラマフェスティバル in TOKYOにて、東京ドラマアウォード2022ローカル・ドラマ賞に選ばれた。

## キャスト
坂元知花
演 - 小芝風花（幼少期役：三浦結愛）
主人公。鹿児島市内にある「くすのき不動産」の社員。
津村幸次郎
演 - 吉岡秀隆
「くすのき不動産」を訪れる男性。桜島が見えない部屋を探している。
武岡綾子
演 - 永作博美
桜島でカフェを営んでいる女性。
森薗洋平
演 - 犬飼貴丈
鹿児島市で災害対策にあたる職員。
坂元由美
演 - 田中美佐子
知花の母親。
平田誉
演 - 吹越満
知花の上司。
木下茜
演 - 高月彩良
知花の同僚。
宇都晴美
演 - 工藤綾乃
天文館の雑貨店の店員。

## スタッフ
- 脚本 - 詩森ろば
- 音楽 - SOIL&"PIMP"SESSIONS
- 制作統括 - 諏訪奏
- 演出 - 小島東洋